# WASP-18
WASP-18 är en ensam stjärna i den mellersta delen av stjärnbilden Fenix. Den har en  skenbar magnitud av ca 9,27 och kräver ett mindre teleskop för att kunna observeras. Baserat på parallax enligt Gaia Data Release 2 på ca 8,1 mas, beräknas den befinna sig på ett avstånd på ca 404 ljusår (ca 124 parsek) från solen. Den rör sig bort från solen med en heliocentrisk radialhastighet på ca 2,8 km/s.

## Egenskaper
WASP-18 är en gul till vit stjärna i huvudserien av spektralklass F6 V. Den har en massa som är ca 1,25 solmassa, en radie som är ca 1,22 solradie och har en effektiv temperatur av ca 6 400 K. Stjärnan, även om den liknar solen när det gäller det totala innehållet i tunga element, är utarmad på kol. Molförhållande kol till syre på 0,23 ± 0,05 för WASP-18 ligger långt under solförhållandet 0,55.

## Planetsystem
Under 2009 meddelade SuperWASP-projektet upptäckten av en stor exoplanet, WASP-18b, av typen het Jupiter, som kretsar mycket nära stjärnan.
Observationer från Chandra-röntgenobservatoriet misslyckades med att hitta någon röntgenstrålning som kom från WASP-18, och man tror att detta orsakas av att WASP-18b stör stjärnans magnetfält genom att orsaka en minskning av konvektionen i stjärnans atmosfär. Tidvattenkrafter från planeten kan också förklara de högre mängder litium som uppmätts i tidigare optiska studier av WASP-18.
| Planet | Massa  | Halv storaxel (AE) | Siderisk omloppstid (d) | Excentricitet | Inklination | Radie |
| ------ | ------ | ------------------ | ----------------------- | ------------- | ----------- | ----- |
| b      | ~10 MJ | 0,020206           | 0,94145455 ± 0,00000087 | 0,0092        | -           | -     |